# Maya (asura)
Pour les articles homonymes, voir Maya.
Dans l'hindouisme, Maya (sanskrit : मय), ou Mayasura, est un démon et un architecte. On lui attribue la construction d'Indraprastha la cité des Pandava, dans la région de Delhi. Maya aurait été versé dans la magie, l'astronomie, l'astrologie et l'art militaire.
Maya ne doit pas être confondu avec le principe d'illusion dans la philosophie indienne, appelée la Mâyâ.
Outre les palais souterrains qu'il bâtit pour les asuras (démons), il est réputé être l'architecte des Tripura, les trois cités célestes des fils de Târakâ, détruites en même temps que les trois démons par une flèche de Shiva Tripurantaka (le destructeur des trois cités).
Maya est cité dans les épopées :
- Dans le Mahābhārata, il passe pour avoir été sauvé de l'incendie de la forêt Khândaka et avoir travaillé pour les Pandava.
- Le Rāmāyana le décrit comme le beau-père de Râvana et le créateur de la magie (sans doute un jeu de mots sur le nom Maya et le pouvoir d'illusion Mâyâ).

Le Mayamata, un traité d'architecture du sud de l'Inde, lui est attribué.